# Banlieue de Latgale (Riga)
Le Banlieue de Latgale (letton : Latgales priekšpilsēta) est une division administrative de Riga en Lettonie.
Au 1er janvier 2017, elle compte 178 900 habitants pour une superficie de 50,0 km2.

## Voisinages
- Avoti
- Dārzciems
- Dārziņi
- Grīziņkalns (aussi partie du district central)
- Ķengarags
- Maskavas forštate
- Pļavnieki
- Rumbula
- Šķirotava